# Гіпосідер
Гіпосідер (Hipposideros) — рід кажанів родини Hipposideridae. Містить близько 70 видів. Родова назва утворена з слів грец. ἵππος — «кінь», грец. σίδηρος — «залізо», отже, «підкова», вказуючи на форму носового листка.

## Поширення
Цей вид поширений в Африці, на Мадагаскарі, Аравійському півострові, Індії до Соломонових островів на сході, Китаю та південних островів Рюкю на півночі і Австралії на півдні.

## Морфологія
Кажани середніх і великих розмірів, з довжиною голови і тіла від 35 до 110 мм, довжиною передпліччя від 33 до 105 мм, довжиною хвоста від 18 до 70 мм і вагою від 6 (H. galeritus) до 180 (H. commersoni) гр. Забарвлення верхніх частин тіла коливається від червонуватого до відтінків коричневого, низ блідіший. Деякі види мають дві фази кольору: червонувату і сіру. Зубна формула: (i 1/2, c 1/1, pm 2/2 m 3/3)•2=30.

## Поведінка
Зазвичай влаштовуються для спочинку в порожнинах дерев, печерах, будівлях. Деякі види стадні, інші утворюють малі родинні групи, іноді можуть бути одинаками. Деякі види впадають в зимову сплячку. Літають низько й ловлять комах, таких як жуки, терміти, таргани; цикади є важливим продуктом харчування для деяких видів. Hipposideros часто повертаються до сідел, щоб з'їсти їхню здобич, тому здається вони живляться територіально.

## Види
- Hipposideros abae (J. A. Allen, 1917).
- Hipposideros armiger (Hodgson, 1835).
- Hipposideros ater (Templeton, 1848).
- Hipposideros beatus (K. Andersen, 1906).
- †Hipposideros besaoka (Samonds, 2007).
- Hipposideros bicolor (Temminck, 1834).
- Hipposideros boeadii (Bates, Rossiter, Suyanto & Kingston, 2007).
- Hipposideros breviceps (Tate, 1941).
- Hipposideros caffer (Sundevall, 1846).
- Hipposideros calcaratus (Dobson, 1877).
- Hipposideros camerunensis (Eisentraut, 1956).
- Hipposideros cervinus (Gould, 1863).
- Hipposideros cineraceus (Blyth, 1853).
- Hipposideros commersoni (E. Geoffroy, 1813).
- Hipposideros coronatus (Peters, 1871).
- Hipposideros corynophyllus (Hill, 1985).
- Hipposideros coxi (Shelford, 1901).
- Hipposideros crumeniferus (Lesueur & Petit, 1807).
- Hipposideros cryptovalorona (Goodman, et al., 2016).
- Hipposideros curtus (G. M. Allen, 1921).
- Hipposideros cyclops (Temminck, 1853).
- Hipposideros demissus (K. Andersen, 1909).
- Hipposideros diadema (E. Geoffroy, 1813).
- Hipposideros dinops (K. Andersen, 1905).
- Hipposideros doriae (Peters, 1871).
- Hipposideros durgadasi (Khajuria, 1970).
- Hipposideros dyacorum (Thomas, 1902).
- Hipposideros edwardshilli (Flannery & Colgan, 1993).
- Hipposideros einnaythu (Douangboubpha, Bumrungsri, Satasook, Soisook, Si Si Hla Bu, Aul, Harrison, Pearch, Thomas & Bates, 2011).
- Hipposideros fuliginosus (Temminck, 1853).
- Hipposideros fulvus (Gray, 1838).
- Hipposideros galeritus (Cantor, 1846).
- Hipposideros gigas (Wagner, 1845).
- Hipposideros grandis (G.M. Allen, 1936).
- Hipposideros griffini Vu Dinh Trong, Puechmaille, Denzinger, Dietz, Csorba, Bates, Teeling & Schnitzler, 2012
- Hipposideros halophyllus (Hill & Yenbutra, 1984).
- Hipposideros hypophyllus (Kock & Bhat, 1994).
- Hipposideros inexpectatus (Laurie & Hill, 1954).
- Hipposideros inornatus (McKean, 1970).
- Hipposideros jonesi (Hayman, 1947).
- Hipposideros kingstonae Wongwaiyut, Karapan, Saekong, Francis, Guillén-Servent, Senawi, Khan, Bates, Jantarit & Soisook, 2023
- Hipposideros khaokhouayensis (Guillén-Servent & Francis, 2006).
- Hipposideros khasiana (Thabah, Rossiter, Kingston, Zhang, Parsons, Mya Mya, Zubaid & Jones, 2006)
- Hipposideros lamottei (Brosset, 1984).
- Hipposideros lankadiva (Kelaart, 1850).
- Hipposideros larvatus (Horsfield, 1823).
- Hipposideros lekaguli (Thonglongya & Hill, 1974).
- Hipposideros lylei (Thomas, 1913).
- Hipposideros macrobullatus (Tate, 1941).
- Hipposideros madurae (Kitchener & Maryanto, 1993).
- Hipposideros maggietaylorae (Smith & Hill, 1981).
- Hipposideros marisae (Aellen, 1954).
- Hipposideros megalotis (Heuglin, 1862).
- Hipposideros muscinus (Thomas & Doria, 1886).
- Hipposideros nequam (K. Andersen, 1918).
- Hipposideros obscurus (Peters, 1861).
- Hipposideros orbiculus (Francis, Kock & Habersetzer, 1999).
- Hipposideros papua (Thomas & Doria, 1886).
- Hipposideros pelingensis (Shamel, 1940).
- Hipposideros pomona (K. Andersen, 1918).
- Hipposideros poutensis J. A. Allen, 1906
- Hipposideros pratti (Thomas, 1891).
- Hipposideros pygmaeus (Waterhouse, 1843).
- Hipposideros ridleyi (Robinson & Kloss, 1911).
- Hipposideros rotalis (Francis, Kock & Habersetzer, 1999).
- Hipposideros ruber (Noack, 1893).
- Hipposideros scutinares (Robinson, Jenkins, Francis & Fulford, 2003).
- Hipposideros semoni (Matschie, 1903).
- Hipposideros sorenseni (Kitchener & Maryanto, 1993).
- Hipposideros speoris (Schneider, 1800).
- Hipposideros srilankaensis Kusuminda, B. Srinivasulu, Amarasinghe, A. Srinivasulu, C. Srinivasulu & Yapa
- Hipposideros stenotis (Thomas, 1913).
- Hipposideros sumbae (Oei, 1960).
- Hipposideros thomensis (Bocage, 1891).
- Hipposideros turpis (Bangs, 1901).
- Hipposideros vittatus (Peters, 1852).
- Hipposideros wollastoni (Thomas, 1913).